# Menemerus semilimbatus
Menemerus semilimbatus är en spindelart som först beskrevs av Carl Wilhelm Hahn 1827.
Menemerus semilimbatus ingår i släktet Menemerus och familjen hoppspindlar. Inga underarter finns listade i Catalogue of Life.